# Maurice Lenormand (organiste)
Pour les articles homonymes, voir Maurice Lenormand et Lenormand.
Maurice Lenormand, né à Mâcon le 25 janvier 1884, et mort à Pont-de-Veyle le 19 janvier 1981, est un organiste français.

## Biographie
C'est le grand-père de son grand-père qui, de Rouen, vient s'établir à Mâcon. Ce peintre épouse Mlle Jambon, fille d'un faïencier réputé, et la famille ne quitte plus Mâcon.
Maurice Lenormand naît dans cette ville en 1884, vingt-huit ans après son père. Fils de musicien, il entre à l'école Niedermeyer de Paris, étudiant le piano, l'orgue, le plain-chant, l'harmonie, la composition et le contrepoint avec des professeurs tels qu'Eugène Gigout, Bériot, Büsser (chef d'orchestre à l'Opéra-Comique).
Au conservatoire de Lyon, il obtient un prix de piano après avoir eu Antoine Mariotte pour maître. En 1906, il succède à Henry Lenormand, son père, organiste titulaire de l'église cathédrale Saint-Vincent de Mâcon depuis 1875.
Professeur de piano et d'orgue, il jouit très vite d'une grande réputation, à tel point qu'il lui arrive, certaines années, d'enseigner le piano à 75 élèves. Tout en se consacrant à la préparation de jeunes artistes et en se dévouant au service du culte, il compose diverses pièces pour orgue, piano ou chant : Trois pièces brèves, pour orgue (Editions Leduc) ; Barcarole, pour piano (même éditeur). Un certain nombre d’œuvres sont publiées dans des revues et plusieurs demeurent inédites (en particulier des mélodies de chants).
En 1930, il donne plusieurs concerts en Algérie ; Fribourg l'accueille également ; et c'est lui qui inaugure les orgues restaurées de Bourg-en-Bresse, Vonnas, Belleville-sur-Saône, Beaujeu et Tournus. Il aime jouer les œuvres de Bach, Dupré, Duruflé, Tournemire.
En 1968, un accident oblige Maurice Lenormand à quitter son orgue qu'il confie à l'un de ses élèves : Pierre Nicolas. Mais cet accident ne suffit pas à changer sérieusement la vie de Maurice Lenormand qui continua à côtoyer la tribune du grand orgue.
Il eut un frère, Henri Lenormand (1881-1960), organiste lui aussi, qui fut titulaire du grand orgue de la collégiale Notre-Dame de Bourg-en-Bresse de 1899 à sa mort, soit durant pendant 61 ans.

## Distinctions
La qualité de son art et tout autant son enseignement lui valent la rosette d'officier d'académie.
La Ville de Mâcon, reconnaissant le service rendu à la cité tout en même temps que la qualité d'un rayonnement, lui décerne sa médaille d'honneur en 1971.
Du Vatican vint, en 1966, un témoignage de gratitude rare à l'égard d'un homme ayant choisi de mettre ses compétences au service de la liturgie : le titre de chevalier de l'Ordre de Saint-Grégoire-le-Grand.